# Cordylus tropidosternum
Cordylus tropidosternum és una espècie de sauròpsid (rèptil) d'escatós de la família dels Cordylidae de costums arborícoles. Es caracteritza per les escates de la seva pell. Sol mesurar uns 20 centímetres i el seu lloc d'origen és Àfrica, especialment el sud. No són animals domèstics però poden arribar a ser dòcils.